# БЕСМ
БЕСМ (на руски: Большая Электронно-Счётная Машина, акроним БЭСМ) е серия съветски мейнфрейм електронно-изчислителни машини, създадени през 1950-те и 1960-те години. Първата от тях – БЕСМ-1 – е завършена през 1952 г. в Института за точна механика и изчислителна техника при АН на СССР под ръководството на Сергей Лебедев.
БЕСМ-1 е паралелна двоична машина с оперативна памет, изпълнена с около 5000 вакуумни лампи – 1023 думи с дължина 39 бита и външна памет с магнитен барабан. Бързодействието на БЕСМ е около 6000 операции в секунда и няколко години тя е била най-бързата ЕИМ в континентална Европа. Характерно за БЕСМ (и нейните по-късни версии, вкл. БЕСМ-6) е, че числата в нея се представяли във форма с плаваща запетая: 32 бита за числото, един бит за знака и 1 + 5 бита за експонентата. Серийното производство на лампови компютри в СССР започва през 1953 г.